# 掛川市立第二小学校
掛川市立第二小学校（かけがわしりつ だいにしょうがっこう）は、静岡県掛川市大池にある公立小学校。140年の歴史を有する。単に「掛二小」と呼ばれる。

## 概要
大池学校を前身とし、大池・長谷が学区で市役所が学区内にあり、東海道新幹線・東海道本線・天竜浜名湖鉄道が学区内を通っている。校舎の北側には、静岡県道415号日坂沢田線が通っている。「夢に向かって　自分を磨く子」を教育目標としている。

## 歴史
- 1875年（明治8年）8月10日　大池村、新村を学区として大池村442の1（大池橋北）に大池学校を創立する。
- 1877年（明治10年）4月1日　村立南郷小学校と合併、公立中倫学校第一分教室と改称。
- 1889年（明治22年）7月1日　町村制度実施に伴い大池尋常小学校と改称。
- 1891年（明治24年）4月1日　南西郷大字長谷が大池村と合併し、当学区となる。
- 1902年（明治35年）4月1日　2ヶ年の高等科を併置し、大池村立大池尋常高等小学校と改称。
- 1906年（明治39年）4月1日　高等科を4ヶ年に延長。
- 1912年（大正元年）11月23日　大池村大池438の1（現在地）に移転。
- 1925年（大正14年）8月20日　大池村と掛川町が合併、掛川町立第二尋常高等小学校に改称。
- 1941年（昭和16年）4月1日　学制改革に伴い掛川町立第二国民学校と改称。
- 1947年（昭和22年）4月1日　学制改革に伴い掛川町立第二小学校と改称。
- 1954年（昭和29年）4月1日　掛川町の市制実施に伴い掛川市立第二小学校と改称。
- 1969年（昭和44年）10月1日　現在の校歌制定。
- 1978年（昭和53年）3月8日　新校舎落成式。（現在の北校舎）
- 1985年（昭和60年）3月15日　現在の体育館、クラブハウス竣工。
- 2006年（平成18年）4月1日　西側に新校舎完成。
- 2011年（平成23年）4月1日　体育館南側に南校舎完成。

## 通学区
主に大池地区（第五地区）を通学区としている。
- 第五地区
  - 二瀬川
  - 七日町
  - 上屋敷
  - 秋葉路
  - 秋葉通り
  - 鳥居町
  - 橘町
  - 末広町
  - 長谷
    - 長谷
    - 長谷一丁目
    - 長谷二丁目
    - 長谷三丁目

## 交通アクセス
最寄駅
- 天竜浜名湖鉄道:西掛川駅より約300m

## 近隣学校
- 中学校
  - 掛川市立西中学校
  - 掛川市立桜が丘中学校
- 小学校
  - 掛川市立中央小学校
  - 掛川市立曽我小学校
  - 掛川市立城北小学校
  - 掛川市立西郷小学校
  - 掛川市立桜木小学校
  - 掛川市立第一小学校
- 幼稚園・保育園
  - 学校法人天竜厚生会子育てセンターさやのもり　幼稚園部・保育園部
  - 社会福祉法人聖母福祉会　掛川聖マリア保育園
  - 学校法人くるみ学園　くるみ幼稚園

## 中学校区学園化構想（掛西学園）
掛川市立西中学校区内の小学校・幼稚園・保育園・幼保園と「掛西学園」として幼保小中が連携して様々な活動を行っている。